# Barðaströnd
Le Barðaströnd est une côte au sud-ouest des Vestfirðir en Islande. 

## Géographie
Le Barðaströnd s'étend sur 50 km de la baie de Rauðasandur jusqu'au Vatnsfjörður. La route 62, appelée Barðastrandarvegur, le longe sur sa moitié orientale et dessert de rares villages comme Bjarkarholt et quelques exploitations agricoles. Son nom provient de Barð, l'ancien nom de la falaise Látrabjarg.

## Géologie
On trouve sur cette côte des sédiments d'une formation datant d'il y a 12 millions d'années sur 10 à 18 mètres de hauteur. Il s'agit d'alternances de grès et de siltite comprenant des fossiles végétaux du Miocène faisant penser à une première colonisation venue d'Amérique.

## Histoire
Le Landnámabók indique que le Norvégien Hrafna-Flóki Vilgerðarson, le premier colon à s'installer en Islande, arriva au IXe siècle au Vatnsfjörður, à l'extrémité orientale du Barðaströnd.